# Cornelis Johannes van Doorn
Cornelis Johannes van Doorn (1837 - 1906) est un ingénieur civil néerlandais qui fut conseiller étranger au Japon pendant l'ère Meiji.

## Biographie
Van Doorn est engagé par le gouvernement de Meiji en 1872 et devient conseiller étranger au Japon où il travaille sur des projets hydrauliques sur la rivière Edo et sur les installations portuaires de Nobiru dans la baie de Sendaï,. Il conçoit le premier pont maritime de style occidental du Japon, au-dessus du canal d'Asaka.
Une statue en bronze à son effigie a été érigée derrière l'écluse de la rivière Tone en 1931. Il a conçu la première écluse de style occidental du Japon, l'écluse d'Ishii à Ishinomaki, classée bien culturel important en 2002. Il rentre aux Pays-Bas après huit ans au Japon et meurt à Amsterdam en 1906.